# وولا اوستاشوسکا
وولا اوستاشوسکا (به لاتین: Wola Ostaszewska) یک روستا در لهستان است که در گمینا سونگسک واقع شده‌است. وولا اوستاشوسکا ۱۲۲ نفر جمعیت دارد.